# Luigi Campedelli (imprenditore)
Luigi Campedelli (Verona, 9 luglio 1931 – Verona, 15 settembre 1992) è stato un imprenditore e dirigente sportivo italiano.

## Biografia
Nato a Verona nel 1931, di professione ragioniere, nel 1964 divenne presidente del Cardi Chievo, squadra di calcio dell'omonima frazione della città veneta, dove il medesimo Campedelli era nato e cresciuto, che militava in Seconda Categoria ed era sponsorizzata dalle Officine Cardi. L'anno seguente, nel 1965, abbandonò la presidenza del club, dove rimase come consigliere e socio finanziatore.
Nel 1968, assieme a Gino Cordioli, rilevò la storica ditta dolciaria veronese Paluani, di cui assunse il ruolo di amministratore unico, e che nel giro di pochi anni trasformò da impresa artigianale a industria dolciaria tra le maggiori a livello nazionale.
Nel 1990, divenne presidente della squadra di calcio del suo quartiere, di cui era diventato socio di maggioranza e sponsor attraverso la Paluani, che in quell'anno assunse la denominazione ChievoVerona, e che, dalle serie dilettantistiche regionali da cui era partita aveva raggiunto la Serie C1. Nello stesso periodo, acquistò anche piccole quote della prima squadra di calcio della città scaligera, l'Hellas Verona, fallito nel 1991.
Morì improvvisamente nel 1992, all'età di 61 anni. Sposato con Maria Adua Cardi, ebbe due figli, Piero e Luca, con il primo che ha svolto ruoli di manager nella Paluani, e il secondo gli successe come presidente del Chievo, e con il quale il club raggiunse la Serie A nel 2001.